# Thierry Biscary
Thierry Biscary, né le 29 août 1976 à Saint-Jean-Pied-de-Port, est un chanteur et percussionniste basque originaire d'Anhaux en Basse-Navarre.

## Biographie
Thierry Biscary naît à Saint-Jean-Pied-de-Port le 29 août 1976 dans une famille originaire d'Anhaux. Chanteur et compositeur, il écrit et interprète ses propres compositions depuis 1994. Il devient musicien professionnel en 2009.
Il participe également à plusieurs groupes du Pays basque en tant que chanteur et percussionniste : chœur Garaziko kantariak (chorale), Bost gehio (pop rock), Bolbora (orchestre de bal), Txitxab (duo folk), BTT (txalaparta), Hegalka (pop folk), Punpeka (orchestre de bal), Kokin (bal à la voix), Triki traka (pop folk), Saltoka (bal trad interactif), Kalakan (trad).
Avec le groupe Kokin, il travaille le bal à la voix et s'engage alors dans un travail de fond autour de la voix et des percussions.
En 2002, il démarre un cycle d'interventions dans les écoles du Pays basque avec Kristof Hiriart et sa compagnie musicale Lagunarte. Dès lors, il transmet de manière orale, le chant, les percussions basques (txalaparta, pandereta) et aussi la technique des joaldunak.
En 2009, il crée le groupe Kalakan avec lequel il multiplie les collaborations avec des musiciens issus notamment du milieu classique (Freddy Eichelberger, Lachrimae Consort, Yves Rechsteiner et l'ensemble Alpbarock, Orchestre national Montpellier Languedoc-Roussillon, Gabriel Erkoreka, Orchestre National d'Espagne et Juanjo Mena, Katia et Marielle Labèque), des musiques du monde (Oreka Tx, Artus, Dobet Gnahore...) ou de la pop internationale (Madonna).
En 2018, il présente ses propres composititions sous le nom de scène Manez. Il publie son premier disque intitulé Manez eta Kobreak avec un groupe de cuivres chanteurs. Puis, en 2020, il publie son second opus Muda, pour la première fois en son nom propre.

## Discographie
- 2018 : Manez eta Kobreak[18]
- 2019 : Manez B.
- 2020 : Muda[19]

Au sein de groupes
- 2003 : Hain urrun hain hurbil[20] avec Hegalka
- 2006 : Eta kantuz hasi ziren[21] avec Kokin
- 2010 : Kalakan[22] avec Kalakan
- 2015 : Elementuak[23] et B_aldeak[24] avec Kalakan

Il apparaît également sur : 
- 2005 : Sarberri[25] avec Triki Traka
- 2006 : Ravel[26] avec Katia et Marielle Labèque
- 2007 : Euskal Rock unplugged[27] avec Triki Traka
- 2013 : Silex SiO2[28] avec Oreka Tx
- 2013 : MDNA world tour avec Kalakan et Madonna
- 2018 : Amoria[29] avec Katia et Marielle Labèque
- 2019 : Koklea[30] avec Oreka Tx

## Filmographie
- 2002 : Le Bleu de l'océan, mini série réalisée par Didier Albert
- 2012 : The Labeque way[31], documentaire de Félix Cábez
- 2013 : Katia et Marielle Labeque, rock et baroque[32], documentaire de Fabrice Ferrari et Constance Lagarde
- 2013 : MDNA World Tour, DVD live
- 2015 : Kalakan and friends[33], concert capté et réalisé par Les Films Figures Libres
- 2015 : Faire la parole[34], documentaire d'Eugène Green
- 2020 : Boléro, le refrain du monde[35], documentaire d'Anne-Solen Douguet et Damien Cabrespines
- 2020 : Atarrabi et Mikelats[36], film d'Eugène Green

## Poésie
Depuis 2007, certaines de ses poésies en euskara sont publiées dans le recueil annuel de l'association Hatsa de Saint-Pée-sur-Nivelle.

## Acteur culturel
Après des études de commerce à  l'IUT Techniques de Commercialisation de Bayonne, Thierry Biscary travaille de 1998 à 2005 comme médiateur culturel en zone rurale au sein de l'association Garazikus de Saint-Jean-Pied-de-Port.
Il travaille à l'organisation de plusieurs saisons de spectacles, au suivi de résidences d'artistes, et fait également office de projectionniste au Cinéma le Vauban. Il crée et anime le blog Kalapita, l'annuaire de la musique au Pays basque. Il y recense la majeure partie des musiciens évoluant au Pays basque.
Il organise avec les facebookers du Pays basque, le barcamp Basquecamp2 à la technopole Izarbel de Bidart en 2008. Il est aussi à l'origine de la relance du carnaval d'Anhaux et de la création du groupe Basaldunak.